# Wasserschlag (Architektur)

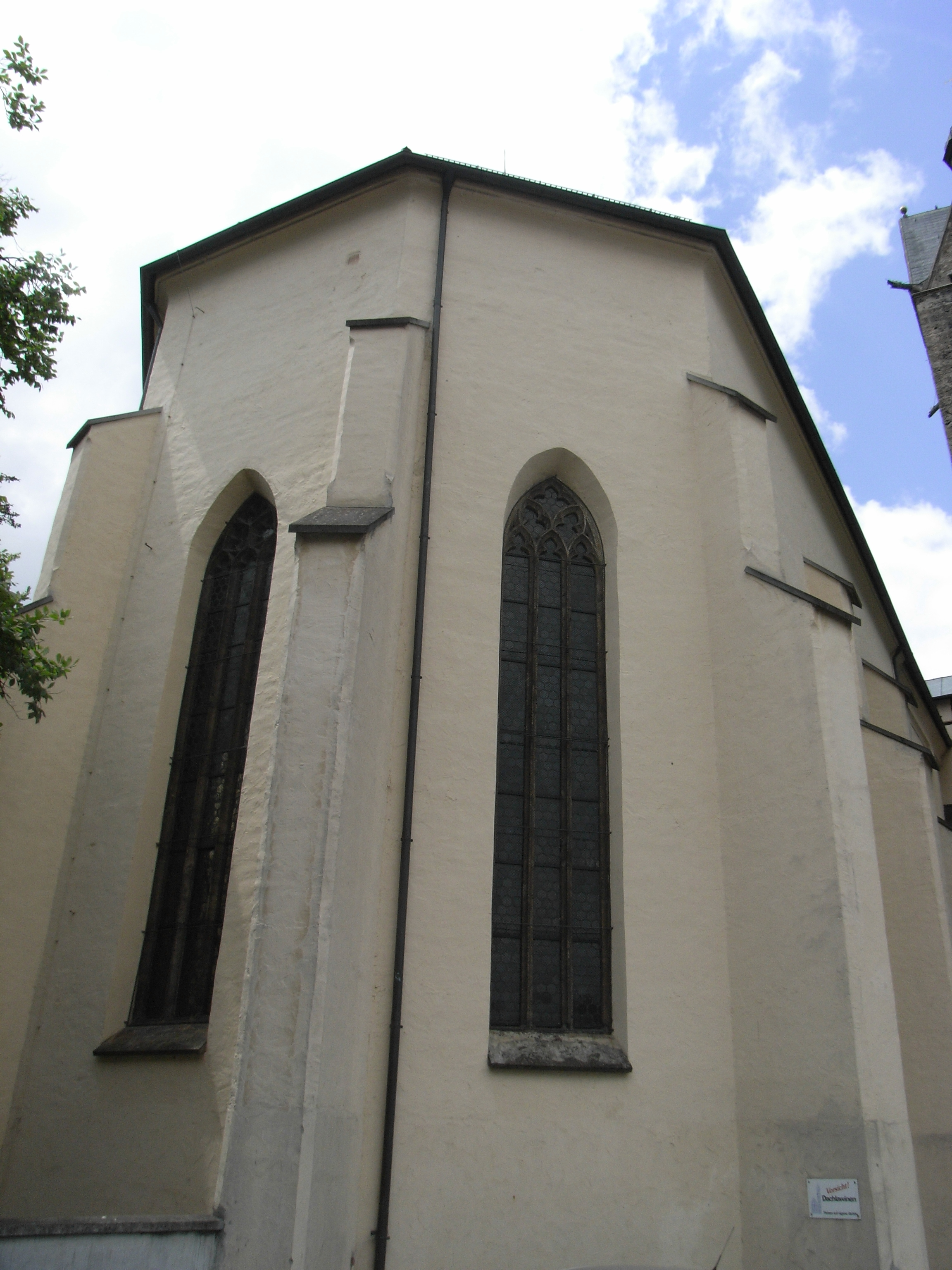
Doppelter Wasserschlag auf den Strebepfeilerabsätzen der Frauenkirche Memmingen

Wasserschlag ist im Bauwesen an Fassaden eine steilschräge Abdachung der Strebepfeilerabsätze, die zur Wasserableitung dient.
Wenn der Wasserschlag zu einem unterschnittenen Zierprofil ausgearbeitet und als Gesims um die Fassade herumgezogen ist, dann wird er Kaffgesims genannt.